# Andi Tóth
Andrea Tóth, detta Andi (Oradea, 18 gennaio 1999), è una cantante, attrice e personaggio televisivo rumena naturalizzata ungherese.

## Biografia
Tóth si è avvicinata al mondo dell'arte da bambina, prendendo parte a competizioni di canto e frequentando il liceo artistico. Si è fatta conoscere dopo aver vinto la quinta edizione di X Faktor sotto la guida di Róbert Szikora. Ha quindi fatto il suo debutto discografico con Az első X (2015), una raccolta di brani da lei eseguiti al talent, che è riuscita a scalare l'Album Top 40 slágerlista fino al 2º posto.
Ha poi fatto il suo debutto come attrice, ottenendo un rulo allo spettacolo de I miserabili, presentato al Teatro Madách di Budapest. Ha anche interpretato Noémi Jakab nella serie TV Válótársak della RTL.
Ha cercato di rappresentare l'Ungheria all'Eurovision Song Contest sia nel 2016 che nel 2017, prendendo parte ad A Dal con rispettivamente gli inediti Seven Seas e I've Got a Fire.
Nel giugno 2021 è uscito il tormentone estivo e il suo brano di maggior successo Néztek, che ha segnato il suo primo posizionamento in hit parade, che ha trascorso quasi un anno nella top 40 ungherese e che è diventato quello di una donna ungherese solista più popolare per due anni consecutivi. Tra settembre e novembre 2021 è stata concorrente alla seconda edizione di Dancing with the Stars, versione nazionale di Strictly Come Dancing, assieme a Andrei Mangra; i due sono stati in seguito dichiarati i vincitori della competizione.
Last Album (2023), l'album in studio con cui ha annunciato il ritiro dalle scene musicali, è stato certificato platino dalla Magyar Hangfelvétel-kiadók Szövetsége per le 4 000 unità equivalenti e ha prodotto la hit Elhagyott, la seconda a entrare la top 20 nella Stream Top 40 slágerlista. È stata inclusa nella lista delle principali celebrità ungheresi dell'anno dalla divisione magiara di Forbes.
È comparsa nella lista delle celebrità ungheresi di Forbes Magyarország per un anno di fila e nella seconda metà del 2024 ha ricoperto il ruolo di mentore alla dodicesima edizione di X Faktor.

## Discografia

### Album in studio
- 2023 – Last Album

### Raccolte
- 2015 – Az első X

### Singoli
- 2015 – Seven Seas (con Olivér Berkes)
- 2016 – Itt vagyok
- 2016 – Tóvabb/Don't You Know
- 2017 – I've Got a Fire
- 2017 – B.W.
- 2018 – YoUDay az én napom (con gli Animal Cannibals)
- 2020 – Impulzív (con Raul e Herceg)
- 2020 – A perkban
- 2020 – Mistletoe
- 2020 – Nekem a karácsony (con Lóci Játszik e Nánásiék)
- 2020 – Christmas Medley
- 2021 – Ébressz fel
- 2021 – Dilemma (con Herceg)
- 2021 – Állj
- 2021 – Néztek
- 2021 – Az utcán (con Viktor Varga)
- 2021 – Vétkeztem
- 2021 – Dunapart
- 2021 – Kímélj
- 2021 – Nincs ő, nem fáj
- 2022 – XXX (feat. HRflow)
- 2022 – Atedalod (con Desh)
- 2022 – Nem és nem
- 2022 – Kicsinál (con Alee)
- 2022 – Lélegeztető
- 2023 – Ez nem szeretet (con Pribelszki)
- 2023 – Freak

### Collaborazioni
- 2021 – Zavarodott (Szabyest feat. Andi Tóth)
- 2021 – Fantasy (Yamina feat. Andi Tóth)
- 2022 – Nekem elég (Young Fly feat. Andi Tóth)

## Filmografia
- Válótársak – serie TV, 12 episodi (2016-2018) – Noémi Jakab
- Holnap tali! – serie TV, 12 episodi (2018) – Lara Csáthi
- Mintaapák – serie TV, 15 episodi (2021) – Vida Karola
- Szelfi Egyetem, regia di Kristóf Bánszki (2023) – Vanda
- Hazatalálsz – serie TV, 39 episodi (2023-2024) – Orsolya Urbán

## Programmi televisivi
- X Faktor (2014) – Concorrente
- Dancing with the Stars (2021) – Concorrente
- Sztárban sztár (2023) – Membro di giuria
- X Faktor (2024) – Membro di giuria